# Paul Alo'o Efoulou
Paul Claudel Alo'o Efoulou (* 12. November 1983 in Yaoundé) ist ein kamerunischer ehemaliger Fußballspieler auf der Position eines Stürmers.

## Karriere
Alo'o Efoulou begann seine Karriere beim ASM Yaounde, ehe er 2002 nach Belgien zu Excelsior Mouscron wechselte. In seinem ersten Jahr konnte er zwölf Spiele absolvieren und ein Tor erzielen, wobei Excelsior den 13. Platz in der Meisterschaft erreichte.
In der darauffolgenden Saison spielte Alo'o Efoulou bei RC Paris, ehe er eine Saison darauf zu Entente Sannois Saint-Gratien wechselte, welche er drei Jahre erfolgreich treu blieb (87 Spiele, 35 Tore). Nachdem er in unterklassigen französischen Ligen aktiv gewesen war, wechselte der Stürmer 2007 in die Ligue 2 zu SCO Angers, wo er sein Debüt am 1. August 2008 gegen Stade Reims gab und gleich ein Tor erzielte. Das Spiel endete 3:2. In der ersten Saison wurde Angers mit Alo'o Efoulou Zehnter, in der zweiten Saison wurde der siebente Platz erreicht.
2009 schaffte er wiederum einen Sprung höher, der Kameruner unterschrieb beim AS Nancy, dem 15. der Vorjahressaison der Ligue 1. Nachdem er in seiner ersten Spielzeit recht häufig gespielt hatte, wurde Efoulou in den kommenden eineinhalb Jahren nur noch selten eingesetzt. Deshalb verlieh der AS Nancy ihn im November 2011 an den Zweitligisten Le Havre AC, wo er als Stammspieler zum Klassenerhalt der Mannschaft von der Kanalküste beitrug. Im Sommer 2012 kehrte Efoulou nach Nancy zurück. Nach dem Abstieg aus der ersten französischen Liga verließ er das Team aus Lothringen und wechselte in die Saudi Professional League zu al-Taawon.
Sein Debüt für Kamerun gab der Stürmer am 28. März 2009 gegen Togo in der WM-Qualifikation für die Fußball-Weltmeisterschaft 2010 in Südafrika, wo er in der Halbzeit für Pierre Webó eingewechselt wurde. Das Spiel ging mit 0:1 verloren.